# إيمي بي. جوردن
إيمي بي. جوردن (بالإنجليزية: Amy B. Jordan)‏ هي عالمة فلك أمريكية، ولدت في القرن العشرين.